# Fritz Piersig
Fritz Piersig (* 22. Dezember 1900 in Aschersleben; † 18. Januar 1978 in Bremen) war ein deutscher Musikwissenschaftler in der Zeit des Nationalsozialismus und in der Bundesrepublik.

## Leben
Der Sohn des Pfarrers Johannes Piersig und der Anna Knaut besuchte in Bremen das humanistische Gymnasium und nahm an den Freikorps-Kämpfen gegen die Bremer Räterepublik teil.  Im Jahr 1927 schloss er das musikwissenschaftliche Studium in Berlin, Halle und an der Akademischen Hochschule für Musik in Berlin-Charlottenburg mit einer Promotion an der Universität Halle ab. Nach Volontariatsstellen an der Universität Heidelberg und an der Berliner Akademie für Kirchen- und Schulmusik war er von 1930 bis 1934 Lehrer am Klindworth-Scharwenka-Konservatorium in Berlin. Gleichzeitig war er bis 1934 Schriftleiter der Zeitschrift für Schulmusik. Nachdem er im Januar 1933 noch der DNVP beigetreten war, schloss er sich zum 1. Mai 1937 der NSDAP an (Mitgliedsnummer 4.114.536). Nach einer Tätigkeit beim Bremer Senat war er 1936 zunächst freier Musikjournalist. Eine Stelle in der nationalsozialistischen Kultusbürokratie erhielt er 1938 als Hauptgeschäftsführer des Landeskulturverwalters im Gau Weser-Ems und war nun auch Mitglied in der Reichskulturkammer. Anfang 1938 wurde er als „Kreissängerführer der NS-Kulturgemeinde“ und als „Hochschullehrer“ Mitglied des Konzertbeirats in Bremen.
Piersig wurde nach dem Beginn des Zweiten Weltkrieges im Februar 1940 Soldat der Wehrmacht. Nach seiner Teilnahme am Westfeldzug war er seit Ende 1940 als Sonderführer Z im Offiziersrang in der Propagandaabteilung beim Militärbefehlshaber Frankreich eingesetzt und überwachte und steuerte das französische Musikleben, an der Seite des Verlagszensors Gerhard Heller. Im Juli 1942 wurde seine und Hellers Stelle in die Zuständigkeit des Sonderbeauftragten des Reichsministeriums für Volksaufklärung und Propaganda (RMVP) in der Kulturabteilung der Pariser Botschaft überführt. Unter Wilhelm Knothe war Piersig weiterhin Sachbearbeiter für Musik, Theater und Bildende Kunst.
Nach der alliierten Invasion leistete er 1944 aktiven Militärdienst und war danach bis 1946 in Kriegsgefangenschaft. Über seine Entnazifizierung nach Kriegsende in der Bundesrepublik ist nichts bekannt.
Seit 1949 war er Musikkritiker bei den Bremer Nachrichten und wurde Musiklehrer am Bremer Wirtschaftsgymnasium. 1954 wurde er Vorsitzender des Musikbeirats des Sängerbundes Nordwestdeutschland.
Piersigs Nachlass befindet sich im Staatsarchiv Bremen.

## Werke
- Die Orgeln der bremischen Stadtkirchen im 17. und 18. Jahrhundert. In: Bremisches Jahrbuch. Band 35, 1935, S. 379–425 (uni-bremen.de).
- Felix Oberborbeck zum 70. Geburtstag. Möseler, Wolfenbüttel, Zürich, 1970. Herausgegeben vom Westfälischen Musikarchiv Hagen. In der Reihe: Beiträge zur westfälischen Musikgeschichte. Heft 6, 1970
- Hundert Jahre Praeger & Meier in Bremen [1864–1964]. Ein Beitrag zur Musikgeschichte einer deutschen Stadt. Praeger & Meier, Bremen 1964.
- Das Rondo. Möseler, Wolfenbüttel 1961 (1931).
- Die Einführung des Hornes in die Kunstmusik und seine Verwendung bis zum Tode Joh. Seb. Bachs. Ein Beitrag zur Geschichte der Instrumentation. Niemeyer, Halle a. S. 1927 (Halle, Phil. Diss., 1927).
- Fritz Piersig (Hrsg.): Reutterische und Jegerische Liedlein mit vier stimmen componirt: Allen so der Edlen Musica verwand. zu freuntlichem gefallen in druck geordnet; Nürmberg XLIX / M. Caspar Othmayr. G. Kallmeyer, Wolfenbüttel, 1928.
- Zeitungskritik des Triadischen Balletts. In: Bremer Nachrichten. 29. Juli 1926.
- Hans Joachim Moser, Fritz Piersig: Carmina: ausgewählte Instrumentalsätze des XVI Jahrhunderts. Band 53 von Nagels Musik-Archiv. Nagels Verlag, 1929